# Хайм, Фердинанд
Фердинанд Карл Теодор Хайм (нем. Ferdinand Karl Theodor Heim; 27 февраля 1895, Ройтлинген — 14 ноября 1977, Ульм) — немецкий военный деятель, генерал-лейтенант вермахта во времена Второй мировой войны и участник Первой мировой войны.

## Ранние годы и Первая мировая война
Родился в Ройтлингене в королевстве Вюртемберг в семье адвоката Фердинанда Хайма и Фанни, урожденной Якх. После окончания гимназии Эберхарда-Людвига в Штутгарте 24 июня 1914 года вступил в Вюртембергскую армию в качестве кандидата в офицеры ( Fahnenjunker ) в 13-й полевой артиллерийский полк ( Feldartillerie-Regiment König Karl (1. Württembergisches) Nr. 13 ). Когда  началась Первая мировая война, отправился на фронт со своим полком и 25 февраля 1915 года получил звание лейтенанта. В 1916 году он был переведен в резервный полк полевой артиллерии № 27, где служил батальонным и полковым адъютантом. 18 октября 1918 года получил звание обер-лейтенанта.

## Межвоенные годы
После службы в составе Фрайкор был принят на работу в Рейхсвер. Служил в 5-м полку Рейхсвера. артиллерийского полка и в  министерства рейхсвера, в марте 1928 года получил звание гауптмана, а в августе 1934 года — майора. В сентябре 1934 года был зачислен в состав Военной академии (Kriegsakademie). В марте 1937 года получил звание оберст-лейтенанта и был переведен в Генеральный штаб. В ноябре 1938 года был переведен в Генеральный штаб 16-го армейского корпуса и 26 июня 1939 года был назначен начальником  штаба этого корпуса. В августе 1939 года был повышен до звания оберста.

## Вторая мировая война
15 февраля 1940 года, вскоре после начала войны, был назначен начальником отдела Генерального штаба. 3 сентября 1940 года был назначен начальником штаба фельдмаршала Вальтера фон Рейхенау, командующего Шестой армией. Впоследствии сыграл видную роль в планировании вторжения в СССР (операция «Барбаросса»).
1 июля 1942 года  командир 14-й танковой дивизии, принимавшей участие во Втором сражении за Харьков. 1 ноября 1942 года был назначен командиром 48-го танкового корпуса, входившего тогда в состав 6-й немецкой армии.
В начале советской операции «Уран» корпус Хайма был размещён позади 3-й румынской армии, чтобы сдержать атаку РККА вдоль левого фланга Паулюса. Корпус, состоявший из двух сильно ослабленных дивизий, был окружен и с трудом прорвался на запад. Существует мнение, что Гитлер сделал из него «козла отпущения» и освободил от должности, несмотря на очевидную нехватку боевого опыта, оснащения и численности в румынских и немецких дивизиях Хайма.
В январе 1943 года по приказу Гитлера Хайм был уволен из армии, арестован и помещен в одиночную камеру в тюрьме Моабит.  В апреле 1943 года освобождён и помещён в военный госпиталь в Ульме.
В послевоенном интервью утверждал, что единственным основанием для его ареста был приказ Гитлера — никакого обвинительного заключения, приговора или объяснений не было.
В мае 1943 года  увольнение из армии отменено и он был  признан отставным. В августе 1944 года Хайм вернулся, чтобы командовать  войсками в «крепости» Булонь, выполняя приказ «оборонять до последнего».  По прибытии он обнаружил, что ничего не подготовлено. Плохо подготовленный и плохо экипированный гарнизон подвергся сильной бомбардировке и полномасштабным атакам, когда 3-я канадская пехотная дивизия начала операцию «Веллхит». 23 сентября 1944 года Хейм сдался канадцам.

## После войны

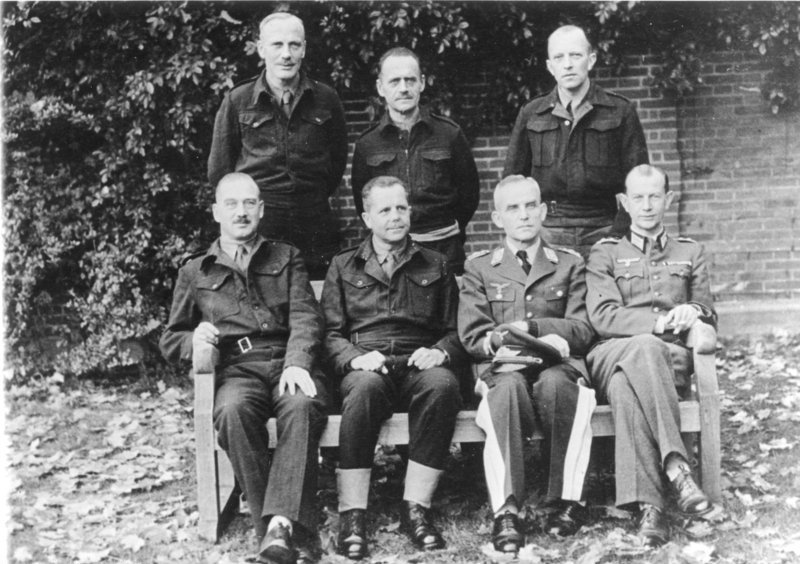
Хайм (стоит в центре) в британском плену, сентябрь 1944 г.

Находился в нескольких лагерях для военнопленных (включая Айленд-Фарм) в Великобритании; 12 мая 1948 года репатриирован в Германию. Умер в Ульме 14 ноября 1977 года.

## Семья
25 августа 1923 года женился на Хедвиге, урожденной Вундерлих; у пары родилось двое сыновей.

## Награды
- Королевство Пруссия : Железный крест (1914) 2-й класс (18 ноября 1914) и 1-й класс (31 декабря 1917) [8]
- Великое Герцогство Гессен : Общий почетный знак за храбрость (15 декабря 1915 г.) [8]
- Золотая медаль за военные заслуги Королевства Вюртемберг (2 января 1916 г.) [8]
- Германия : Почетный крест Мировой войны 1914/1918 (29 декабря 1934 г.) [8]
- Германия: Судетская медаль с пряжкой «Пражский Град» (18 августа 1939 г.)
- Германия: Пристежка к Железному кресту (1939) 2-го класса (21 сентября 1939) и 1-го класса (2 октября 1939) [8]
- Германия: Рыцарский крест Железного креста 30 августа 1942 года в звании генерал-майора и командира 14-й танковой дивизии [9]
- Королевство Италия : Орден Короны Италии, Командорский крест (27 августа 1940 г.)